# Lijst van Belgische deelnemers Ronde van Frankrijk
Dit is de lijst van Belgische deelnemers aan de Ronde van Frankrijk. Alle overzichten op deze pagina zijn bijgewerkt tot en met de editie van 2023.

## Deelnemerslijst
Onderstaande lijst toont alle Belgische deelnemers aan de Ronde van Frankrijk. Achter de naam staat tussen haakjes het aantal deelnames, en de eindklassering voor ieder jaar waarin werd deelgenomen, waarbij (-) betekent dat de renner in het desbetreffende jaar is uitgevallen.

### A
- Willy Abbeloos (1) : 1972 (65)
- Joseph Achten (1) : 1904 (-)
- Jean Adriaensens (8) : 1953 (45), 1955 (28), 1956 (3), 1957 (9), 1958 (4), 1959 (7), 1960 (3), 1961 (10)
- Frans Aerenhouts (4) : 1961 (17), 1963 (42), 1964 (75), 1965 (61)
- Jean Aerts (5) : 1929 (-), 1930 (-), 1932 (13), 1933 (9), 1935 (29)
- Mario Aerts (10) : 1999 (21), 2000 (28), 2001 (27), 2002 (50), 2003 (89), 2005 (112), 2006 (106), 2007 (70), 2008 (31), 2010 (33)
- Paul Aerts (2) : 1972 (69), 1973 (-)
- Frans Alexander (1) : 1932 (-)
- Henri Allard (2) : 1914 (51), 1919 (-)
- Piet Allegaert (1) : 2024 (114)
- Urbain Anseeuw (2) : 1919 (-), 1920 (-)
- Etienne Antheunis (2) : 1970 (87), 1972 (-)
- Wim Arras (1) : 1986 (-)

### B
- Frederik Backaert (2) : 2017 (132), 2019 (120)
- Roger Baens (2) : 1962 (43), 1963 (-)
- Dirk Baert (1) : 1974 (83)
- Jean-Pierre Baert (1) : 1976 (-)
- Armand Baeyens (2) : 1950 (23), 1951 (40)
- Jan Baeyens (1) : 1985 (136)
- Serge Baguet (5) : 1993 (110), 2000 (121), 2001 (85), 2002 (105), 2003 (86)
- Jan Bakelants (6) : 2013 (18), 2014 (24), 2015 (20), 2016 (50), 2017 (22), 2021 (48)
- Auguste Baumans (1) : 1928 (-)
- Theophile Beeckman (6) : 1920 (-), 1922 (18), 1923 (14), 1924 (5), 1925 (6), 1926 (4)
- Benoni Beheyt (3) : 1963 (49), 1964 (49), 1965 (47)
- Jean Belvaux (2) : 1921 (-), 1924 (-)
- Adelin Benoît (4) : 1924 (-), 1925 (12), 1926 (-), 1927 (5)
- August Benoit (2) : 1912 (-), 1914 (-)
- Tiesj Benoot (9) : 2017 (20), 2018 (-), 2019 (59), 2020 (75), 2021 (-), 2022 (59), 2023 (24), 2024 (49), 2025 (54)
- Jenno Berckmoes (1) : 2025 (66)
- François Beths (1) : 1920 (-)
- Cédric Beullens (1) : 2024 (121)
- Jules Beyens (1) : 1921 (-)
- Herman Beysens (6) : 1972 (23), 1975 (-), 1976 (62), 1978 (44), 1979 (-), 1980 (78)
- Jenthe Biermans (1) : 2023 (128)
- André Blaise (5) : 1909 (-), 1910 (8), 1911 (-), 1912 (-), 1914 (-)
- Maurice Blomme (2) : 1950 (-), 1952 (-)
- Willy Bocklant (3) : 1963 (-), 1964 (-), 1965 (-)
- Emile Bodart (1) : 1973 (-)
- Kris Boeckmans (2) : 2012 (115), 2013 (-)
- Jan Bogaert (2) : 1981 (-), 1985 (137)
- Carlo Bomans (7) : 1986 (-), 1989 (137), 1990 (110), 1991 (-), 1993 (-), 1994 (76), 1995 (-)
- Frans Bonduel (4) : 1929 (12), 1930 (7), 1932 (6), 1934 (18)
- Tom Boonen (6) : 2004 (120), 2005(-), 2006 (-), 2007 (119), 2009 (-), 2011 (-)
- Jos Boons (1) : 1966 (-)
- Camille Botte (8) : 1913 (-), 1914 (15), 1920 (-), 1921 (-), 1922 (-), 1923 (19), 1924 (-), 1925 (-)
- Walter Boucquet (3) : 1964 (-), 1965 (21), 1966 (70)
- Ferdinand Bracke (9) : 1963 (21), 1964 (-), 1965 (-), 1966 (32), 1968 (3), 1969 (57), 1971 (58), 1976 (77), 1977 (-)
- Fernand Brackman (1) : 1922 (-)
- Adolphe Braeckeveldt (1) : 1937 (23)
- Léon Braeckeveldt (1) : 1922 (-)
- Vito Braet (1) : 2025 (143)
- Frans Brands (6) : 1963 (25), 1964 (70), 1965 (8), 1966 (33), 1967 (13), 1968 (34)
- Christophe Brandt (6) : 2002 (35), 2003 (52), 2004 (-), 2005(43), 2006 (40), 2008 (-)
- Jean Brankart (6) : 1954 (9), 1955 (2), 1956 (39), 1958 (-), 1959 (10), 1960 (-)
- Jean Breuer (2) : 1947 (45), 1949 (-)
- Emile Brichard (1) : 1926 (-)
- Bruno Bruyere (1) : 1988 (-)
- Joseph Bruyère (6) : 1970 (50), 1971 (60), 1972 (26), 1974 (21), 1977 (-), 1978 (4)
- Dave Bruylandts (1) : 2002 (-)
- Johan Bruyneel (6) : 1990 (17), 1991 (35), 1993 (7), 1995 (31), 1996 (-), 1998 (-)
- Charles Budts (1) : 1923 (-)
- Louis Budts (2) : 1921 (-), 1923 (-)
- Kamiel Buysse (1) : 1959 (61)
- Jules Buysse (3) : 1925 (15), 1926 (9), 1932 (40)
- Lucien Buysse (8) : 1914 (-), 1919 (-), 1923 (8), 1924 (3), 1925 (2), 1926 (1), 1929 (-), 1930 (-)
- Marcel Buysse (4) : 1912 (4), 1913 (3), 1914 (-), 1919 (-)

### C
- Eddy Cael (2) : 1974 (-), 1975 (-)
- Norbert Callens (3) : 1947 (-), 1948 (-), 1949 (-)
- Victor Campenaerts (4) : 2021 (-), 2023 (64), 2024 (81), 2025 (28)
- Ludovic Capelle (1) : 2001 (-)
- Amaury Capiot (3) : 2022 (85), 2024 (-), 2025 (136)
- Johan Capiot (6) : 1987 (-), 1989 (-), 1990 (-), 1992 (-), 1993 (-), 1994 (-)
- Joseph Cassiers (1) : 1914 (-)
- André Casterman (1) : 1926 (-)
- Pino Cerami (5) : 1949 (-), 1957 (35), 1958 (-), 1962 (81), 1963 (-)
- Arthur Claerhout (3) : 1920 (-), 1921 (-), 1927 (-)
- Jean-Baptiste Claes (3) : 1961 (36), 1962 (52), 1964 (79)
- Pierre Claes (1) : 1927 (38)
- Ronny Claes (3) : 1980 (-), 1981 (40), 1983 (-)
- Dimitri Claeys (2) : 2017 (163), 2018 (130)
- Robert Clauws (1) : 1929 (-)
- Alex Close (6) : 1952 (7), 1953 (4), 1954 (29), 1955 (9), 1956 (17), 1957 (-)
- Pierre Cnops (1) : 1904 (-)
- Luc Colijn (1) : 1981 (-)
- Rudy Colman (2) : 1979 (-), 1981 (65)
- Louis Colsaet (4) : 1904 (7), 1911 (24), 1912 (-), 1913 (21)
- Pierre Coolens (1) : 1921 (-)
- Jacques Coomans (7) : 1912 (17), 1913 (-), 1914 (18), 1919 (6), 1920 (-), 1921 (-), 1925 (-)
- Roger Cooreman (1) : 1969 (84)
- Michel Coulon (4) : 1969 (74), 1970 (85), 1972 (-), 1973 (-)
- Hilaire Couvreur (5) : 1950 (-), 1951 (42), 1953 (28), 1955 (-), 1962 (74)
- Steff Cras (4): 2020 (-), 2023 (-), 2024 (16), 2025 (-)
- Wilfried Cretskens (2) : 2005 (-), 2006 (-)
- Claude Criquielion (12) : 1979 (9), 1980 (13), 1981 (9), 1982 (-), 1983 (18), 1984 (9), 1985 (18), 1986 (5), 1987 (11), 1988 (14), 1989 (36), 1990 (9)

### D
- François D'Haen (1) : 1912 (-)
- Vincent D'Hulst (4) : 1911 (19), 1912 (-), 1913 (15), 1914 (-)
- Emile Daems (4) : 1961 (-), 1962 (13), 1963 (67), 1964 (-)
- Gustave Danneels (3) : 1935 (-), 1936 (-), 1937 (-)
- Gerard David (2) : 1970 (69), 1972 (59)
- Wilfried David (7) : 1968 (-), 1969 (27), 1971 (-), 1972 (41), 1973 (74), 1974 (-), 1975 (-)
- Etienne De Beule (1) : 1985 (131)
- René De Bie (1) : 1970 (94)
- Marc De Block (1) : 1969 (82)
- Jacques De Boever (4) : 1962 (77), 1963 (-), 1969 (60), 1970 (98)
- Lucien De Brauwere (3) : 1973 (-), 1974 (-), 1975 (-)
- Roger De Breuker (1) : 1963 (73)
- Fred De Bruyne (6) : 1953 (52), 1954 (36), 1955 (17), 1956 (20), 1957 (-), 1959 (31)
- Jasper De Buyst (6) : 2018 (142), 2019 (118), 2020 (142), 2021 (-), 2023 (136), 2025 (-)
- Edgard De Caluwé (2) : 1934 (-), 1935 (-)
- José De Cauwer (5) : 1975 (67), 1976 (79), 1977 (46), 1978 (55), 1979 (85)
- Bart De Clercq (2) : 2013 (38), 2014 (-)
- Hans De Clercq (2) : 2002 (145), 2003 (147)
- Mario De Clercq (3) : 1992 (-), 1994 (-), 1995 (-)
- Peter De Clercq (6) : 1990 (137), 1990 (137), 1992 (123), 1993 (132), 1994 (82), 1995 (-)
- Roger De Cnijf (3) : 1981 (87), 1982 (93), 1983 (-)
- Raymond De Corte (5) : 1925 (-), 1926 (-), 1927 (11), 1928 (24), 1929 (-)
- Willy De Geest (2) : 1973 (-), 1976 (-)
- Aimé De Gendt (1) : 2019 (136)
- Frankie De Gendt (2) : 1981 (89), 1982 (-)
- Thomas De Gendt (9) : 2011 (63), 2013 (96), 2015 (67), 2016 (40), 2017 (51), 2018 (65), 2019 (60), 2020 (52), 2021 (82)
- Lucien De Grauwe (1) : 1981 (114)
- Francis De Greef (2) : 2010 (72), 2012 (102)
- Emile De Haes (1) : 1979 (-)
- Alois De Hertog (3) : 1951 (22), 1952 (13), 1953 (-)
- Ludo De Keulenaer (4) : 1982 (61), 1983 (73), 1984 (92), 1985 (126)
- Paul De Keyser (1) : 1980 (-)
- Louis De Lannoy (5) : 1926 (28), 1927 (16), 1928 (13), 1929 (6), 1930 (11)
- Edmond De Lathouwer (1) : 1939 (-)
- Arnaud De Lie (2) : 2024 (119), 2025 (142)
- Robert De Middeleir (1) : 1962 (-)
- Frans De Mulder (1) : 1962 (-)
- Marcel De Mulder (4) : 1949 (21), 1950 (16), 1951 (13), 1954 (21)
- Johan De Muynck (6) : 1972 (-), 1979 (-), 1980 (4), 1981 (7), 1982 (28), 1983 (-)
- Laurens De Plus (2) : 2019 (23), 2024 (15)
- Isidoor De Ryck (2) : 1950 (-), 1951 (-)
- Alain De Roo (1) : 1981 (119), 1982 (123)
- Alain De Saever (2) : 1979 (-), 1980 (-)
- Albert De Simplaere (1) : 1920 (-)
- Gustaaf De Smet (1) : 1965 (-)
- Luc De Smet (1) : 1982 (-)
- René De Smet (2) : 1953 (43), 1954 (34)
- Erik De Vlaeminck (3) : 1968 (51), 1969 (-), 1971 (62)
- Roger De Vlaeminck (3) : 1969 (-), 1970 (-), 1971 (-)
- Fabien De Waele (3) : 1999 (108), 2001 (-), 2002 (-)
- Maurice De Waele (4) : 1927 (2), 1928 (3), 1929 (1), 1931 (5)
- Kevin De Weert (3) : 2010 (18), 2011 (13), 2012 (70)
- Etienne De Wilde (8) : 1982 (-), 1983 (-), 1984 (-), 1988 (103), 1989 (101), 1990 (-), 1991 (125), 1992 (120)
- Ronald De Witte (7) : 1969 (-), 1970 (43), 1972 (31), 1973 (24), 1974 (25), 1975 (37), 1982 (63)
- Dirk De Wolf (5) : 1986 (64), 1988 (80), 1989 (86), 1991 (-), 1992 (86)
- Fons De Wolf (5) : 1981 (11), 1982 (31), 1984 (74), 1985 (-), 1988 (102)
- Henri De Wolf (4) : 1963 (33), 1964 (-), 1965 (60), 1966 (76)
- Steve De Wolf (1) : 1999 (41)
- Gerard Debaets (1) : 1924 (-)
- Arthur Debruycker (2) : 1935 (-), 1936 (29)
- Alfred Debusscher (2) : 1922 (-), 1923 (-)
- Jan Debusschere (2) : 1926 (-), 1927 (13)
- Jens Debusschere (4) : 2015 (145), 2016 (-), 2019 (153), 2020 (-)
- Arthur Decabooter (3) : 1962 (-), 1963 (-), 1964 (-)
- André Declerck (1) : 1948 (-)
- Jerôme Declercq (1) : 1930 (-)
- Peter Declercq (6) : 1990 (137), 1991 (137), 1992 (123), 1993 (132), 1994 (82), 1995 (-)
- Tim Declercq (5) : 2018 (-), 2020 (127), 2021 (141), 2023 (118), 2024 (-)
- Roger Decock (2) : 1951 (17), 1952 (38)
- Emile Decroix (2) : 1932 (43), 1933 (22)
- Odiel Defraeye (7) : 1909 (-), 1912 (1), 1913 (-), 1914 (-), 1919 (-), 1920 (-), 1924 (-)
- Kamiel Degraeve (1) : 1933 (-)
- Henri Dejaeghere (2) : 1922 (-), 1926 (-)
- Noël Dejonckheere (2) : 1981 (-), 1984 (-)
- Albert Dejonghe (9) : 1914 (-), 1919 (-), 1920 (-), 1921 (-), 1922 (-), 1923 (-), 1924 (-), 1925 (5), 1926 (6)
- Jean Delafaille (1) : 1914 (-)
- Julien Delbecque (1) : 1929 (-)
- Ludo Delcroix (8) : 1973 (-), 1974 (58), 1975 (57), 1977 (-), 1979 (39), 1980 (47), 1981 (74), 1982 (91)
- Thomas Degand (2) : 2017 (34), 2018 (54)
- Eugène Delhaye (1) : 1904 (-)
- Julien Delocht (1) : 1966 (-)
- Alphonse Deloor (1) : 1933 (27)
- Gustaaf Deloor (1) : 1937 (16)
- Hubert Deltour (1) : 1937 (-)
- Pol Deman (4) : 1911 (13), 1913 (14), 1914 (-), 1923 (-)
- Sébastien Demarbaix (3) : 1999 (130), 2000 (88), 2001 (108)
- Marc Demeyer (6) : 1973 (72), 1974 (41), 1975 (42), 1976 (56), 1978 (49), 1979 (57)
- Dirk Demol (2) : 1985 (-), 1988 (149)
- Jef Demuysere (4) : 1929 (3), 1930 (4), 1931 (2), 1932 (8)
- Aimé Deolet (1) : 1929 (-)
- Achille Depauw (2) : 1913 (-), 1923 (-)
- Noël Depauw (2) : 1965 (72), 1966 (-)
- Willy Derboven (3) : 1963 (76), 1964 (68), 1966 (-)
- Germain Derycke (3) : 1951 (43), 1952 (-), 1954 (-)
- Michel Dernies (9) : 1985 (96), 1986 (113), 1987 (115), 1989 (108), 1990 (58), 1991 (105), 1992 (106), 1993 (116), 1994 (104)
- Charles Deruyter (1) : 1912 (16)
- Jos Deschoenmaecker (10) : 1970 (57), 1972 (22), 1974 (45), 1975 (17), 1977 (29), 1978 (20), 1979 (21), 1980 (66), 1981 (67), 1982 (-)
- Albert Desmet (1) : 1924 (-)
- Armand Desmet (8) : 1958 (33), 1959 (23), 1960 (53), 1962 (16), 1963 (5), 1964 (-), 1965 (-), 1966 (27)
- Charles Desmet (3) : 1912 (-), 1913 (22), 1914 (-)
- Gilbert Desmet I (6) : 1956 (21), 1958 (-), 1962 (4), 1963 (-), 1964 (8), 1965 (16)
- Gilbert Desmet II (4) : 1962 (-), 1963 (44), 1964 (40), 1965 (48)
- Léon Despontin (6) : 1921 (7), 1922 (7), 1923 (7), 1924 (-), 1925 (16), 1927 (28)
- Emile Desterbeck (1) : 1922 (-)
- Dries Devenyns (8) : 2010 (144), 2011 (46), 2012 (68), 2014 (-), 2019 (97), 2020 (90), 2021 (135), 2023 (119)
- Stijn Devolder (3) : 2008 (-), 2009 (83), 2015 (148)
- Hendrik Devos (10) : 1979 (31), 1980 (63), 1981 (57), 1982 (88), 1983 (63), 1984 (88), 1985 (58), 1986 (43), 1987 (-), 1989 (113)
- Léon Devos (1) : 1926 (25)
- Werner Devos (1) : 1982 (125)
- Henri Devroye (5) : 1911 (10), 1912 (8), 1913 (-), 1914 (22), 1920 (-)
- Stan Dewulf (2) : 2022 (65), 2023 (81)
- Rudy Dhaenens (9) : 1983 (-), 1984 (-), 1985 (101), 1986 (122), 1987 (-), 1988 (87), 1989 (-), 1990 (43), 1991 (-)
- Frans Dictus (1) : 1934 (-)
- Ludo Dierckxsens (3) : 1999 (-), 2001 (-), 2002 (108)
- André Dierickx (3) : 1972 (-), 1974 (55), 1979 (-)
- Marc Dierickx (5) : 1980 (-), 1981 (106), 1982 (85), 1983 (82), 1984 (104)
- Antoine Digneef (2) : 1933 (26), 1935 (20)
- René Dillen (5) : 1975 (70), 1976 (74), 1977 (-), 1978 (51), 1979 (61)
- Albertin Disseaux (3) : 1937 (-), 1938 (12), 1939 (7)
- Dome (1) : 1904 (-)
- Victor Doms (2) : 1913 (-), 1914 (-)
- Daniel Doom (2) : 1962 (40), 1963 (-)
- Aimé Dossche (3) : 1926 (15), 1929 (-), 1930 (12)
- Andre Doyen (1) : 1975 (69)
- Gustave Drioul (1) : 1904 (10)
- Albert Dubuisson (1) : 1950 (-)
- Christian Dumont (1) : 1979 (-)
- Timothy Dupont (1) : 2018 (131)

### E
- Nico Emonds (5) : 1983 (-), 1985 (-), 1986 (70), 1991 (-), 1994 (-)
- Jean Engels (1) : 1948 (22)
- Raymond Englebert (3) : 1924 (16), 1925 (20), 1926 (17)
- Remco Evenepoel (2) : 2024 (3), 2025 (-)
- Pierre Everaerts (4) : 1912 (26), 1913 (-), 1914 (32), 1924 (-)

### F
- Peter Farazijn (8) : 1993 (135), 1994 (-), 1995 (105), 1996 (122), 1997 (39), 1998 (19), 1999 (63), 2004 (107)
- Noël Foré (2) : 1958 (-), 1963 (-)
- Ludo Frijns (1) : 1982 (-)
- Frederik Frison (3) : 2020 (145), 2022 (131), 2023 (147)
- Herman Frison (6) : 1987 (122), 1989 (-), 1992 (111), 1993 (114), 1994 (-), 1995 (-)

### G
- Henri Garnier (1) : 1935 (-)
- Dieudonne Gauthy (1) : 1914 (-)
- Maurice Geldhof (3) : 1927 (10), 1928 (-), 1929 (-)
- Jacques Geus (1) : 1949 (27)
- Robbe Ghys (1) : 2024 (134)
- Jan Ghyselinck (1) : 2012 (152)
- Roger Ghyselinck (2) : 1947 (43), 1949 (-)
- Philippe Gilbert (12): 2005 (70), 2006 (110), 2007 (-), 2008 (112), 2011 (38), 2012 (46), 2013 (62) , 2017 (-), 2018 (-), 2020 (-), 2021 (99), 2022 (76)
- Romain Gijssels (2) : 1931 (-), 1934 (32)
- Walter Godefroot (7) : 1967 (60), 1968 (20), 1970 (29), 1971 (-), 1972 (44), 1973 (65), 1975 (51)
- Yves Godimus (1) : 1985 (-)
- Jan Goessens (4) : 1987 (131), 1989 (112), 1990 (114), 1991 (-)
- Jules Goethuys (1) : 1931 (33)
- Georges Goffin (1) : 1914 (-)
- Kobe Goossens (2) : 2022 (47), 2024 (69)
- Marc Goossens (1) : 1981 (-)
- Karel Govaert (2) : 1923 (-), 1929 (18)
- Luc Govaerts (1) : 1984 (109)
- Sébastien Grignard (2) : 2024 (129), 2025 (144)

### H
- Julien Haelterman (1) : 1965 (-)
- Alfred Hamerlinck (1) : 1931 (-)
- Jos Haex (5) : 1986 (78), 1987 (71), 1988 (56), 1989 (-), 1990 (68)
- Paul Haghedooren (5) : 1983 (49), 1984 (-), 1985 (33), 1986 (67), 1990 (106)
- Henri Hanlet (3) : 1912 (-), 1913 (-), 1922 (-)
- Louis Hardiquest (3) : 1933 (-), 1934 (-), 1935 (-)
- Emile Hardy (3) : 1924 (21), 1925 (17), 1926 (16)
- Dirk Heirweg (1) : 1980 (-)
- Hilaire Hellebaut (1) : 1922 (-)
- Alphonse Hellemans (1) : 1963 (60)
- Joseph Hemelsoet (2) : 1927 (17), 1928 (-)
- Albert Hendrickx (3) : 1936 (31), 1937 (-), 1939 (26)
- Jules Hendrickx (1) : 1928 (-)
- Marcel Hendrickx (3) : 1949 (43), 1950 (25), 1954 (64)
- Arthur Hendryckx (3) : 1924 (-), 1925 (47), 1926 (-)
- Theo Herckenrath (1) : 1934 (26)
- Ben Hermans (1) : 2020 (68)
- Quinten Hermans (1) : 2023 (113)
- Hector Heusghem (8) : 1913 (-), 1919 (-), 1920 (2), 1921 (2), 1922 (4), 1923 (-), 1924 (-), 1925 (-)
- Louis Heusghem (8) : 1911 (5), 1912 (11), 1913 (-), 1914 (10), 1919 (-), 1920 (6), 1921 (-), 1922 (19)
- Pierre-Joseph Heusghem (1) : 1912 (25)
- Jean-Pierre Heynderickx (2) : 1988 (148), 1990 (-)
- Jos Hoevenaars (7) : 1958 (10), 1959 (8), 1960 (-), 1961 (11), 1962 (18), 1963 (23), 1964 (-)
- Joseph Horemans (1) : 1932 (-)
- Frank Hoste (8) : 1980 (-), 1981 (95), 1982 (-), 1984 (100), 1986 (116), 1987 (-), 1988 (124), 1989 (-)
- Leif Hoste (2) : 2007 (110), 2008 (124)
- Tony Houbrechts (5) : 1968 (16), 1970 (8), 1972 (13), 1973 (16), 1975 (24)
- Pierre Hudsyn (4) : 1920 (20), 1921 (22), 1922 (26), 1923 (30)
- Kevin Hulsmans (1) : 2005(-)
- Omer Huyse (4) : 1924 (9), 1925 (7), 1926 (13), 1930 (-)
- Jos Huysmans (10) : 1966 (16), 1967 (8), 1968 (32), 1969 (-), 1970 (30), 1971 (28), 1972 (28), 1974 (66), 1975 (59), 1977 (48)
- Jules Huyvaert (1) : 1924 (-)

### I
- Roger Illegems (1) : 1988 (-)
- Raymond Impanis (8) : 1947 (6), 1948 (10), 1949 (-), 1950 (8), 1953 (23), 1955 (13), 1956 (33), 1963 (66)
- Paul In 't Ven (2) : 1967 (43), 1969 (75)
- Willy In 't Ven (7) : 1966 (74), 1967 (51), 1968 (57), 1969 (-), 1970 (89), 1972 (51), 1977 (-)

### J
- Jos Jacobs (5) : 1979 (45), 1980 (60), 1981 (84), 1982 (-), 1985 (124)
- Patrick Jacobs (4) : 1987 (-), 1989 (-), 1990 (-), 1991 (82)
- Michel Jacquemin (1) : 1967 (77)
- Dieudonné Jamar (1) : 1904 (-)
- Guy Janiszewski (2) : 1982 (101), 1983 (77)
- Edouard Janssens (7) : 1969 (40), 1971 (76), 1972 (10), 1974 (22), 1975 (9), 1977 (17), 1978 (16)
- Ludo Janssens (1) : 1963 (39)
- Marcel Janssens (6) : 1956 (32), 1957 (2), 1958 (-), 1959 (25), 1960 (-), 1963 (-)
- Benjamin Javaux (1) : 1921 (21)
- Charles Jochums (1) : 1980 (-)
- Emile Joly (2) : 1929 (-), 1933 (-)
- Victor Joly (2) : 1947 (47), 1948 (-)
- Léon Jomaux (2) : 1948 (-), 1949 (-)
- Albert Jordens (4) : 1925 (-), 1927 (23), 1928 (-), 1929 (34)
- Charles Juseret (3) : 1919 (-), 1920 (-), 1921 (-)

### K
- Iljo Keisse (1) : 2016 (139)
- Marcel Kerff (1) : 1903 (7)
- Norbert Kerckhove (1) : 1957 (-)
- Desiré Keteleer (2) : 1949 (34), 1957 (17)
- Jens Keukeleire (5) : 2014 (67), 2017 (59), 2018 (-), 2019 (98), 2020 (89)
- Roger Kindt (1) : 1972 (-)
- Marcel Kint (5) : 1936 (9), 1937 (-), 1938 (9), 1939 (34), 1949 (-)

### L
- Georges Laloup (3) : 1929 (25), 1930 (19), 1931 (-)
- Firmin Lambot (10) : 1911 (11), 1912 (18), 1913 (4), 1914 (8), 1919 (1), 1920 (3), 1921 (9), 1922 (1), 1923 (-), 1924 (-)
- Roger Lambrecht (3) : 1948 (7), 1949 (11), 1950 (13)
- Robert Lamon (2) : 1911 (-), 1912 (-)
- Maurice Lampaert (1) : 1920 (-)
- Yves Lampaert (5) : 2018 (80), 2019 (133), 2022 (120), 2023 (104), 2024 (125)
- Marcel Laurens (4) : 1978 (60), 1980 (64), 1981 (110), 1982 (100)
- Alfons Lauwers (2) : 1913 (-), 1914 (-)
- Stan Lauwers (1) : 1938 (39)
- Victor Lenaers (4) : 1921 (6), 1922 (5), 1923 (-), 1924 (-)
- Legaux (1) : 1904 (-)
- Robert Lelangue (1) : 1963 (69)
- Maurice Leliaert (3) : 1912 (31), 1913 (18), 1914 (-)
- Georges Lemaire (2) : 1932 (15), 1933 (4)
- Eric Leman (5) : 1968 (52), 1969 (79), 1970 (-), 1971 (91), 1974 (-)
- Camille Leroy (4) : 1921 (8), 1922 (-), 1923 (-), 1924 (-)
- Björn Leukemans (1) : 2011 (-)
- Bart Leysen (3) : 1998 (92), 1999 (133), 2001 (-)
- Roland Liboton (1) : 1981 (-)
- Jef Lieckens (4) : 1985 (130), 1986 (129), 1987 (132), 1989 (-)
- Marc Lievens (5) : 1970 (91), 1971 (-), 1972 (43), 1974 (35), 1975 (62)
- Henri Lintzen (1) : 1927 (-)
- Danny Lippens (1) : 1989 (-)
- Emile Lombard (1) : 1904 (-)
- Gerard Loncke (2) : 1931 (-), 1932 (4)
- Ludo Loos (3) : 1978 (-), 1979 (-), 1980 (18)
- Julien Lootens (4) : 1903 (6), 1904 (-), 1905 (20), 1906 (-)
- Désiré Louesse (2) : 1928 (19), 1929 (13)
- Léon Louyet (1) : 1933 (32)
- Jules Lowie (4) : 1935 (5), 1937 (-), 1938 (7), 1939 (-)
- Antoine Lox (1) : 1928 (-)
- Roger Loysch (3) : 1975 (-), 1976 (82), 1977 (53)
- André Lurquin (2) : 1985 (123), 1986 (-)
- Louis Luyten (4) : 1981 (76), 1982 (92), 1983 (-), 1985 (-)
- Rik Luyten (1) : 1958 (52)

### M
- Arthur Maertens (1) : 1913 (-)
- Freddy Maertens (3) : 1976 (8), 1978 (13), 1981 (66)
- Mathieu Maes (2) : 1966 (-), 1968 (49)
- Romain Maes (4) : 1934 (-), 1935 (1), 1936 (-), 1939 (-)
- Sylvère Maes (6) : 1934 (8), 1935 (4), 1936 (1), 1937 (-), 1938 (14), 1939 (1)
- Paul Mahieu (1) : 1969 (-)
- Omer Mahy (1) : 1927 (31)
- Lievin Malfait (1) : 1979 (-)
- Joseph Marchand (3) : 1922 (23), 1923 (-), 1925 (-)
- Thierry Marichal (5) : 1999 (128), 2000 (101), 2002 (126), 2004 (101), 2005(127)
- René Martens (9) : 1978 (26), 1979 (25), 1980 (30), 1981 (83), 1982 (24), 1983 (-), 1984 (68), 1988 (131), 1989 (91)
- Hector Martin (4) : 1925 (14), 1927 (9), 1928 (-), 1929 (-)
- Jacques Martin (1) : 1978 (-)
- Léon Martin (1) : 1927 (-)
- Jules Masselis (5) : 1908 (-), 1911 (-), 1913 (-), 1919 (-), 1920 (-)
- Emile Masson jr (1) : 1938 (34)
- Emile Masson sr (7) : 1913 (-), 1919 (-), 1920 (5), 1921 (-), 1922 (12), 1924 (-), 1925 (22)
- Florent Mathieu (3) : 1947 (27), 1948 (30), 1949 (37)
- Joseph Mathy (1) : 1966 (-)
- Lucien Mathys (1) : 1948 (-)
- Nico Mattan (4) : 1996 (123), 2000 (22), 2001 (98), 2002 (123)
- Rudy Matthijs (3) : 1983 (-), 1984 (-), 1985 (135)
- Basile Matthys (1) : 1919 (-)
- Jules Matton (1) : 1922 (25)
- Gianni Meersman (1) : 2011 (77)
- Maurice Meersman (1) : 1948 (-)
- Jordi Meeus (2) : 2023 (129), 2025 (158)
- Frans Melckenbeeck (3) : 1962 (-), 1963 (-), 1964 (-)
- Axel Merckx (9) : 1998 (10), 1999 (-), 2001 (22), 2002 (28), 2003 (-), 2004 (21), 2005(39), 2006 (31), 2007 (62)
- Eddy Merckx (7) : 1969 (1), 1970 (1), 1971 (1), 1972 (1), 1974 (1), 1975 (2), 1977 (6)
- Tim Merlier (2) : 2021 (-), 2025 (148)
- Jean Mertens (3) : 1926 (26), 1928 (4), 1930 (15)
- René Mertens (1) : 1948 (-)
- André Messelis (4) : 1960 (43), 1962 (39), 1963 (-), 1966 (52)
- Eloi Meulenberg (4) : 1936 (34), 1937 (-), 1938 (-), 1939 (-)
- Charles Meunier (1) : 1928 (-)
- Xandro Meurisse (3) : 2019 (21), 2021 (29), 2025 (22)
- Alexis Michiels (1) : 1919 (-)
- Frans Mintjens (6) : 1969 (76), 1970 (75), 1971 (57), 1972 (37), 1974 (83), 1975 (56)
- Jozef Moerenhout (2) : 1933 (-), 1935 (-)
- Yvo Molenaers (5) : 1960 (64), 1963 (-), 1964 (-), 1965 (81), 1966 (81)
- Maxime Monfort (7) : 2008 (23), 2009 (28), 2010 (55), 2011 (29), 2012 (16), 2013 (14), 2019 (142)
- Jean Monteyne (4) : 1966 (67), 1967 (53), 1968 (47), 1969 (-)
- Willy Monty (5) : 1964 (30), 1965 (42), 1966 (19), 1967 (12), 1969 (-)
- Sammie Moreels (3) : 1991 (-), 1992 (100), 1995 (-)
- Stefan Morjean (4) : 1985 (-), 1986 (-), 1987 (93), 1988 (101)
- Auguste Mortelmans (1) : 1925 (-)
- Benjamin Mortier (1) : 1923 (21)
- Alfred Mottard (1) : 1920 (-)
- Ernest Mottard (1) : 1930 (-)
- Louis Mottiat (9) : 1912 (-), 1913 (-), 1914 (-), 1919 (-), 1920 (-), 1921 (11), 1923 (28), 1924 (18), 1925 (31)
- Hubert Muller (1) : 1937 (11)
- Louis Muller (1) : 1927 (12)
- Johan Museeuw (11) : 1988 (-), 1989 (106), 1990 (81), 1991 (-), 1992 (73), 1993 (50), 1994 (80), 1995 (73), 1996 (95), 1997 (-), 2001 (-)
- Wim Myngheer (1) : 1979 (76)

### N
- Jean Naert (2) : 1931 (-), 1932 (-)
- Oliver Naesen (10) : 2016 (83), 2017 (63), 2018 (66), 2019 (68), 2020 (61), 2021 (70), 2022 (-), 2023 (76), 2024 (83), 2025 (73)
- Pieter Nassen (5) : 1969(-), 1970 (88), 1971 (93), 1972 (79), 1973 (-)
- Wilfried Nelissen (4) : 1992 (-), 1993 (-), 1994 (-), 1995 (-)
- Georges Nemo (4) : 1904 (-) 1909 (-), 1911 (-), 1922 (-)
- François Neuville (4) : 1935 (-), 1936 (19), 1938 (17), 1939 (27)
- Jan Nevens (8) : 1981 (-), 1986 (51), 1987 (-), 1988 (61), 1989 (-), 1991 (-), 1992 (51), 1993 (-)
- Maurice Neyt (1) : 1952 (29)
- Ludo Noels (1) : 1973 (-)
- Jean Nolmans (1) : 1966 (-)
- Victor Nuelant (2) : 1968 (54), 1970 (-)
- Guy Nulens (15) : 1980 (-), 1981 (52), 1982 (22), 1983 (-), 1984 (24), 1985 (113), 1986 (54), 1987 (61), 1988 (38), 1989 (55), 1990 (54), 1991 (62), 1992 (77), 1993 (67), 1994 (88)
- Nick Nuyens (2) : 2007 (-), 2012 (121)
- Guillaume Nyssen (1) : 1922 (-)
- Thibau Nys (1) : 2025 (116)

### O
- Stan Ockers (8) : 1948 (11), 1949 (7), 1950 (2), 1951 (5), 1952 (2), 1954 (6), 1955 (8), 1956 (8)
- Cyriel Omeye (1) : 1924 (-)
- Marcel Ongenae (3) : 1962 (51), 1963 (58), 1964 (-)
- Patrick Onnockx (2) : 1985 (142), 1988 (-)
- Englebert Opdebeeck (1) : 1972 (-)
- René Oreel (1) : 1947 (38)

### P
- Leon Parmentier (1) : 1926 (7)
- Rudy Patry (3) : 1985 (111), 1987 (116), 1989 (-)
- Eddy Pauwels (7) : 1959 (11), 1960 (25), 1961 (9), 1962 (10), 1963 (13), 1964 (20), 1965 (-)
- Serge Pauwels (6) : 2010 (107), 2015 (13), 2016 (42) , 2017 (19), 2018 (-), 2019 (77)
- Joseph Pe (3) : 1924 (-), 1925 (-), 1926 (-)
- Eddy Peelman (3) : 1970 (-), 1971 (88), 1975 (-)
- Chris Peers (1) : 2000 (-)
- Ludo Peeters (10) : 1979 (36), 1980 (8), 1981 (59), 1982 (34), 1984 (57), 1985 (48), 1986 (69), 1987 (96), 1988 (89), 1989 (63)
- Wilfried Peeters (9) : 1989 (105), 1990 (120), 1991 (95), 1993 (86), 1994 (-), 1995 (88), 1996 (110), 1997 (89), 1998 (68)
- Julien Perdaens (1) : 1925 (-)
- Albert Perikel (1) : 1939 (21)
- Louis Petitjean (3) : 1912 (-), 1913 (16), 1914 (26)
- Luc Petitjean (1) : 1912 (-)
- Patrick Pevenage (2) : 1979 (-), 1980 (79)
- Rudy Pevenage (4) : 1979 (23), 1980 (42), 1981 (75), 1982 (73)
- Jasper Philipsen (6) : 2019 (-), 2021 (109), 2022 (92), 2023 (97), 2024 (128), 2025 (-)
- Georges Pintens (4) : 1968 (12), 1969 (-), 1970 (10), 1973 (-)
- Theo Pirmez (1) : 1938 (-)
- Eddy Planckaert (7) : 1981 (-), 1982 (-), 1984 (-), 1986 (-), 1988 (115), 1989 (-), 1990 (-)
- Edward Planckaert (1) : 2022 (110)
- Jo Planckaert (1) : 1997 (-)
- Jef Planckaert (9) : 1957 (16), 1958 (6), 1959 (17), 1960 (5), 1961 (15), 1962 (2), 1963 (-), 1964 (-), 1965 (56)
- Walter Planckaert (5) : 1972 (-), 1973 (-), 1978 (-), 1981 (-), 1982 (-)
- Willy Planckaert (3) : 1966 (40), 1967 (-), 1969 (-)
- Eugène Platteau (1) : 1913 (-)
- Michel Pollentier (8) : 1973 (34), 1974 (7), 1975 (23), 1976 (7), 1978 (-), 1979 (-), 1980 (-), 1981 (-)
- André Poppe (4) : 1968 (14), 1969 (33), 1970 (54), 1972 (-)
- Louis Proost (4) : 1960 (-), 1961 (-), 1963 (65), 1964 (-)
- Maurive Protin (3) : 1923 (47), 1924 (48), 1925 (-)

### R
- Albert Ramon (1) : 1948 (-)
- Gaston Rebry (7) : 1927 (-), 1928 (12), 1929 (10), 1931 (4), 1932 (20), 1933 (14), 1934 (-)
- Hendrik Redant (5) : 1990 (150), 1991 (140), 1992 (122), 1994 (93), 1995 (-)
- Rik Renders (1) : 1948 (-)
- Marc Renier (1) : 1980 (-)
- Laurenz Rex (2) : 2024 (118), 2025 (141)
- Guido Reybrouck (6) : 1965 (54), 1966 (53), 1967 (42), 1969 (77), 1971 (-), 1972 (-)
- Eddy Reyniers (1) : 1970 (65)
- Jonas Rickaert (4) : 2021 (95), 2023 (114), 2024 (-), 2025 (98)
- Albert Ritserveldt (1) : 1939 (9)
- Patrick Robeet (2) : 1989 (51), 1990 (36)
- Jürgen Roelandts (7) : 2010 (120), 2011 (85), 2012 (104), 2013 (160), 2014 (111), 2016 (126), 2017 (136)
- Peter Roes (3) : 1987 (-), 1990 (93), 1992 (121)
- Emile Rogiers (1) : 1948 (-)
- Rudy Rogiers (4) : 1983 (67), 1984 (-), 1985 (70), 1986 (104)
- Clement Roman (2) : 1963 (-), 1964 (-)
- Florent Rondele (1) : 1948 (-)
- Georges Ronsse (2) : 1932 (5), 1933 (-)
- Leopold Roosemond (1) : 1933 (-)
- Luc Roosen (6) : 1986 (103), 1987 (104), 1989 (27), 1992 (-), 1993 (83), 1994 (68)
- Roger Rosiers (3) : 1969 (-), 1975 (-), 1977 (-)
- André Rosseel (3) : 1948 (-), 1951 (25), 1952 (28)
- Sébastien Rosseler (3) : 2007 (104), 2008 (98), 2009 (104)
- Jean Rossius (7) : 1913 (-), 1914 (4), 1919 (-), 1920 (7), 1921 (-), 1922 (9), 1923 (-)
- Karel Rottiers (1) : 1975 (80)

### S
- Fernand Saive (1) : 1926 (32)
- Jules Sales (3) : 1903 (-), 1904 (-), 1913 (-)
- Félicien Salmon (2) : 1912 (9), 1913 (-)
- Staf Scheirlinckx (2) : 2007 (-), 2009 (123)
- Julien Schepens (1) : 1960 (-)
- Alfons Schepers (4) : 1931 (18), 1932 (-), 1933 (18), 1934 (-)
- Eddy Schepers (7) : 1979 (15), 1980 (16), 1985 (26), 1986 (14), 1987 (37), 1988 (30), 1989 (-)
- Benny Schepmans (1) : 1987 (-)
- Danny Schoonbaert (1) : 1982 (84)
- Frans Schoubben (3) : 1957 (-), 1960 (-), 1962 (-)
- Briek Schotte (4) : 1947 (13), 1948 (2), 1949 (33), 1950 (22)
- Willy Schroeders (2) : 1962 (-), 1963 (-)
- Léon Scieur (8) : 1913 (-), 1914 (14), 1919 (4), 1920 (4), 1921 (1), 1922 (-), 1923 (-), 1924 (-)
- Kevin Seeldrayers (1) : 2010 (134)
- Camille Segers (1) : 1927 (33)
- Noël Segers (4) : 1983 (-), 1985 (120), 1989 (-), 1992 (-)
- Fernand Sellier (1) : 1920 (-)
- Félix Sellier (7) : 1920 (-), 1921 (16), 1922 (3), 1923 (-), 1924 (-), 1925 (9), 1926 (5)
- Ward Sels (5) : 1964 (33), 1965 (-), 1966 (38), 1968 (-), 1970 (-)
- Patrick Sercu (2) : 1974 (89), 1977 (-)
- Laurent Seret (1) : 1923 (-)
- Marc Sergeant (12) : 1984 (48), 1985 (59), 1986 (-), 1987 (-), 1988 (33), 1989 (61), 1990 (62), 1991 (81), 1992 (86), 1993 (69), 1994 (-), 1995 (-)
- Achille Serroen (1) : 1920 (-)
- Marcel Seynaeve (1) : 1963 (-)
- Jose Simon (1) : 1963 (70)
- Marc Sohet (1) : 1972 (68)
- Marc Sommers (1) : 1984 (-)
- Edgard Sorgeloos (6) : 1955 (-), 1962 (62), 1963 (-), 1964 (61), 1965 (84), 1966 (-)
- Alfons Spiessens (4) : 1912 (10), 1913 (6), 1914 (7), 1919 (-)
- Joseph Spruyt (8) : 1966 (-), 1967 (47), 1969 (28), 1970 (46), 1971 (45), 1972 (-), 1974 (50), 1975 (-)
- Alfons Standaert (5) : 1922 (21), 1923 (22), 1924 (17), 1925 (35), 1926 (22)
- Gert Steegmans (5) : 2006 (137), 2007 (138), 2008 (111), 2011 (-) , 2013 (153)
- Tom Steels (6) : 1997 (-), 1998 (85), 1999 (104), 2000 (-), 2001 (-), 2002 (-)
- Alfred Steux (4) : 1919 (9), 1920 (-), 1921 (-), 1925 (-)
- Julien Stevens (3) : 1965 (-), 1966 (-), 1969 (72)
- Lucien Storme (1) : 1939 (-)
- Jean Storms (1) : 1950 (-)
- Jasper Stuyven (9) : 2016 (99), 2018 (63), 2019 (43), 2020 (71), 2021 (39), 2022 (81), 2023 (79), 2024 (61), 2025 (62)
- Roger Swerts (7) : 1965 (41), 1966 (63), 1967 (54), 1969 (44), 1970 (24), 1971 (35), 1972 (14)

### T
- William Tackaert (4) : 1979 (-), 1980 (82), 1982 (-), 1983 (-)
- Odile Tailleu (4) : 1926 (11), 1927 (-), 1928 (20), 1930 (-)
- Omer Taverne (2) : 1929 (21), 1930 (29)
- Andrei Tchmil (5) : 1994 (-), 1995 (71), 1996 (77), 1997 (-), 1998 (-)
- Willy Teirlinck (10) : 1971 (75), 1972 (66), 1973 (60), 1974 (65), 1975 (45), 1976 (67), 1977 (-), 1978 (38), 1979 (56), 1981 (111)
- Dylan Teuns (5) : 2019 (44), 2021 (17), 2022 (19), 2023 (35), 2025 (90)
- Edward Theuns (5) : 2016 (-), 2018 (88), 2020 (119), 2021 (104), 2025 (159)
- Armand Thewis (1) : 1921 (-)
- Gerben Thijssen (1) : 2024 (-)
- Philippe Thys (10) : 1912 (6), 1913 (1), 1914 (1), 1919 (-), 1920 (1), 1921 (-), 1922 (14), 1923 (-), 1924 (11), 1925 (-)
- Hector Tiberghien (8) : 1912 (7), 1914 (19), 1919 (-), 1920 (-), 1921 (5), 1922 (6), 1923 (4), 1924 (10)
- Jos Timmerman (3) : 1964 (-), 1965 (68), 1969 (-)
- Patrick Toelen (1) : 1985 (108)
- Julien Tuytten (1) : 1914 (24)

### V
- Louis Valckenaers (1) : 1914 (-)
- Michel Van Aerde (7) : 1959 (22), 1960 (24), 1961 (13), 1962 (-), 1963 (-), 1964 (58), 1965 (35)
- Wout van Aert (7) : 2019 (-), 2020 (20), 2021 (19), 2022 (22), 2023 (-), 2024 (52), 2025 (67)
- Leon Van Aken (3) : 1920 (-), 1922 (28), 1923 (-)
- Tom Van Asbroeck (1) : 2020 (98)
- Greg Van Avermaet (9) : 2009 (89), 2014 (38), 2015 (-), 2016 (44), 2017 (58), 2018 (28), 2019 (36), 2020 (50), 2021 (97)
- Kenneth Vanbilsen (1) : 2015 (158)
- Geert Van Bondt (1) : 2000 (118)
- Benny Van Brabant (2) : 1982 (118), 1983 (-)
- Arthur Van Brateghem (1) : 1920 (-)
- Charles Van Bree (1) : 1920 (-)
- Adolf Van Bruaene (1) : 1924 (-)
- Armand Van Bruaene (1) : 1929 (17)
- Guido Van Calster (6) : 1979 (58), 1980 (39), 1981 (-), 1986 (72), 1987 (31), 1988 (-)
- Gustave Van Cauter (1) : 1973 (-)
- Maurice Van Cayzeele (1) : 1920 (-)
- Noël Van Clooster (4) : 1967 (16), 1969 (-), 1972 (77), 1974 (70)
- Georges Van Coningsloo (3) : 1964 (-), 1965 (-), 1966 (-)
- Alfons Van Daele (1) : 1925 (-)
- Joseph Van Daele (6) : 1912 (-), 1913 (9), 1919 (9), 1920 (10), 1922 (-), 1923 (-)
- Joseph Van Dam (1) : 1926 (12)
- Camille Van De Casteele (5) : 1925 (-), 1926 (14), 1927 (-), 1928 (14), 1929 (-)
- Bernard Van De Kerckhove (3) : 1964 (57), 1965 (-), 1967 (-)
- Jim Van De Laer (4) : 1992 (30), 1993 (-), 1994 (24), 1995 (76)
- Eric Van De Perre (1) : 1981 (-)
- Jos Van De Poel (1) : 1979 (-)
- Roland Van De Rijse (1) : 1965 (58)
- Frank Van De Vijver (1) : 1987 (-)
- Ronny Van De Vijver (1) : 1974 (96)
- Jurgen Van De Walle (4) : 2008 (78), 2009 (-), 2010 (63), 2011 (-)
- Eric Van De Wiele (4) : 1980 (73), 1981 (-), 1982 (68), 1983 (-)
- Jan Van De Wiele (2) : 1972 (-), 1974 (53)
- Kurt Van De Wouwer (5) : 1998 (16), 1999 (11), 2000 (17), 2001 (-), 2003 (62)
- Franck Van Den Abeele (1) : 1991 (90)
- Martin Van Den Bossche (5) : 1966 (10), 1967 (59), 1969 (23), 1970 (4), 1972 (15)
- Egide Van Den Broeck (1) : 1927 (-)
- Jurgen Van den Broeck (7) : 2009 (15), 2010 (3), 2011 (-), 2012 (4), 2013 (-), 2014 (13), 2016 (-)
- Willy Van Den Eynde (1) : 1966 (-)
- Ferdi Van Den Haute (4) : 1980 (53), 1981 (99), 1984 (106), 1985 (119)
- Jules Van Der Flaes (1) : 1969 (64)
- Tosh Van der Sande (1) : 2021 (-)
- Edward Van Dijck (2) : 1948 (14), 1949 (-)
- Lennert Van Eetvelt (1): 2025 (-)
- Edward Van Ende (3) : 1950 (-), 1951 (14), 1952 (14)
- Wim Van Eynde (4) : 1985 (93), 1986 (102), 1987 (126), 1990 (97)
- Richard Van Genechten (4) : 1953 (33), 1954 (22), 1955 (-), 1956 (45)
- Martin Van Geneugden (7) : 1953 (54), 1957 (-), 1958 (27), 1959 (53), 1960 (-), 1961 (61), 1963 (56)
- Maxim Van Gils (2) : 2023 (59), 2024 (-)
- Robert Van Grootenbruele (1) : 1931 (-)
- Karel Van Haaselt (1) : 1929 (-)
- Cyrille Van Hauwaert (4) : 1907 (-), 1908 (-), 1909 (5), 1910 (4)
- Alfons Van Hecke (2) : 1920 (-), 1924 (-)
- Ronny Van Holen (2) : 1986 (-), 1989 (-)
- Edwig Van Hooydonck : 1993 (136)
- Nathan Van Hooydonck (2): 2022 (-), 2023 (93)
- Paul Van Hyfte (6) : 1996 (120), 1997 (90), 1998 (64), 2000 (79), 2001 (92), 2002 (120)
- Lucien Van Impe (15) : 1969 (12), 1970 (6), 1971 (3), 1972 (4), 1973 (5), 1974 (18), 1975 (3), 1976 (1), 1977 (3), 1978 (9), 1979 (11), 1980 (16), 1981 (2), 1983 (4), 1985 (27)
- Benjamin Van Itterbeeck (1) : 1991 (-)
- Guillaume Van Keirsbulck (3) : 2017 (147), 2018 (123), 2022 (123)
- Henri Van Kerckhove (1) : 1952 (-)
- Eric Van Lancker (7) : 1986 (89), 1987 (56), 1988 (74), 1990 (100), 1991 (84), 1992 (-), 1994 (-)
- Ghislain Van Landeghem (1) : 1974 (-)
- Henri Van Lerberghe (2) : 1913 (-), 1914 (-)
- Bert Van Lerberghe (1) : 2025 (147)
- Alex Van Linden (2) : 1977 (-), 1979 (88)
- Rik Van Linden (5) : 1972 (80), 1975 (79), 1977 (-), 1979 (-), 1982 (-)
- Frans Van Looy (2) : 1974 (99), 1979 (-)
- Rik Van Looy (7) : 1962 (-), 1963 (10), 1964 (-), 1965 (31), 1966 (-), 1967 (-), 1969 (-)
- Willy Van Malderghem (1) : 1972 (-)
- Camille Van Marcke (2) : 1914 (-), 1919 (-)
- Ronny Vanmarcke (3) : 1972 (62), 1973 (-), 1974 (88)
- René Van Meenen (2) : 1963 (-), 1964 (-)
- Kévin Van Melsen (1) : 2019 (138)
- Brent Van Moer (4) : 2021 (65), 2022 (121), 2024 (95), 2025 (84)
- Charles Van Mol (1) : 1920 (-)
- Willy Van Neste (7) : 1967 (-), 1969 (-), 1970 (16), 1971 (70), 1972 (33), 1973 (-), 1974 (24)
- Cyriel Van Overberghe (2) : 1936 (26), 1939 (10)
- Peter Van Petegem (3) : 1996 (116), 1997 (102), 1998 (-)
- Gustaaf Van Roosbroeck (2) : 1973 (66), 1974 (63)
- Jacques Van Rompay (1) : 1921 (-)
- Daniel Van Ryckeghem (3) : 1968 (46), 1970 (67), 1972 (-)
- Bernard Van Rysselberghe (2) : 1929 (14), 1931 (-)
- Victor Van Schil (11) : 1962 (17), 1963 (22), 1964 (32), 1965 (38), 1966 (72), 1967 (28), 1969 (29), 1970 (68), 1971 (21), 1972 (-), 1974 (36)
- Gustaaf Van Slembrouck (3) : 1926 (-), 1927 (14), 1929 (-)
- Rik Van Slycke (5) : 1988 (137), 1989 (88), 1991 (142), 1992 (124), 1993 (-)
- Herman Vanspringel (10) : 1966 (6), 1967 (24), 1968 (2), 1969 (18), 1970 (-), 1971 (14), 1973 (6), 1974 (10), 1975 (31), 1976 (-)
- Ludo Van Staeyen (2) : 1972 (49), 1973 (-)
- Rik Van Steenbergen (3) : 1949 (29), 1952 (-), 1955 (55)
- Alois Van Steenkiste (1) : 1951 (62)
- Guillaume Van Tongerloo (5) : 1959 (-), 1962 (44), 1963 (45), 1964 (53), 1965 (80)
- Auguste Van Tricht (1) : 1931 (-)
- Albert Van Vlierberghe (7) : 1966 (-), 1970 (48), 1971 (29), 1973 (52), 1975 (32), 1976 (57), 1978 (56)
- Frans Van Vlierberghe (2) : 1975 (75), 1982 (108)
- Philippe Van Vooren (1) : 1989 (-)
- Remi Van Vreckom (1) : 1968 (80)
- Gaston Van Waesberghe (3) : 1914 (-), 1919 (-), 1922 (-)
- Ilan Van Wilder (2) : 2024 (26), 2025 (32)
- Willy Vanden Berghen (1) : 1962 (34)
- Stijn Vandenbergh (2) : 2009 (96), 2010 (-)
- Georges Vandenberghe (7) : 1965 (40), 1966 (60), 1967 (47), 1968 (18), 1969 (56), 1970 (-), 1971 (43)
- René Vandenberghe (4) : 1911 (-), 1912 (12), 1913 (-), 1914 (28)
- Fons Vandenbrande (1) : 1954 (-)
- Jean-Philippe Vandenbrande (7) : 1982 (54), 1984 (42), 1985 (40), 1986 (58), 1987 (76), 1988 (37), 1989 (77)
- Frank Vandenbroucke (2) : 1997 (50), 2000 (-)
- Jean-Luc Vandenbroucke (8) : 1978 (64), 1980 (33), 1981 (82), 1982 (-), 1983 (25), 1984 (-), 1985 (-), 1986 (119)
- Eric Vanderaerden (11) : 1983 (-), 1984 (90), 1985 (87), 1986 (125), 1988 (-), 1989 (-), 1990 (-), 1991 (127), 1992 (-), 1993 (-), 1995 (-)
- Herman Vanderslagmolen (2) : 1972 (-), 1976 (54)
- Robert Vanderstockt (2) : 1952 (-), 1953 (-)
- René Vanderveken (1) : 1961 (-)
- Pierre Vandevelde (1) : 1913 (-)
- Jelle Vanendert (2) : 2011 (20), 2012 (29), 2018 (-)
- Harm Vanhoucke (1) : 2024 (130)
- Sep Vanmarcke (5) : 2013 (131), 2014 (106), 2015 (104), 2016 (104), 2018 (115)
- Willy Vannitsen (4) : 1962 (70), 1963 (-), 1964 (-), 1966 (-)
- Wim Vansevenant (5) : 2004 (140), 2005 (154), 2006 (139), 2007 (141), 2008 (145)
- Pieter Vanspeybrouck (1) : 2017 (100)
- Johan Vansummeren (9) : 2005 (136), 2006 (112), 2007 (63), 2008 (87), 2009 (93), 2010 (30), 2012 (147), 2014 (74), 2015 (-)
- François Vanuytsel (1) : 1920 (-)
- Frans Verbeeck (3) : 1964 (-), 1972 (16), 1973 (-)
- Gustave Verbeken (1) : 1913 (-)
- Louis Verbraecke (3) : 1913 (-), 1921 (-), 1923 (-)
- Rik Verbrugghe (9) : 1998 (69), 1999 (71), 2000 (-), 2001 (112), 2002 (-), 2003 (-), 2004 (43), 2006 (-), 2007 (-)
- Joseph Verdickt (3) : 1913 (-), 1914 (-), 1919 (-)
- Rudy Verdonck (3) : 1991 (109), 1994 (98), 1995 (-)
- Auguste Verdyck (2) : 1925 (8), 1929 (-)
- Auguste Verhaegen (2) : 1963 (74), 1965 (45)
- Frans Verhaegen (1) : 1976 (-)
- Pe Verhaegen (3) : 1927 (7), 1928 (16), 1929 (-)
- Jos Verhaert (2) : 1949 (-), 1950 (-)
- Geert Verheyen (4) : 1998 (23), 1999 (45), 2000 (20), 2001 (72)
- Gerry Verlinden (6) : 1979 (-), 1980 (22), 1981 (25), 1982 (-), 1984 (-), 1985 (-)
- René Vermandel (1) : 1921 (-)
- Steve Vermaut (1) : 2001 (36)
- Florian Vermeersch (2) : 2022 (108), 2023 (120)
- Gianni Vermeersch (2) : 2024 (107), 2025 (103)
- Brenny Vermeulen (2) : 1980 (-), 1981 (-)
- Omer Vermeulen (1) : 1926 (20)
- Patrick Vermeulin (1) : 1983 (-)
- Julien Vermote (4) : 2015 (116), 2016 (114), 2017 (139), 2018 (75)
- Michel Vermote (8) : 1987 (-), 1988 (133), 1989 (70), 1990 (144), 1991 (118), 1993 (113), 1994 (-), 1996 (-)
- Daniel Verplancke (2) : 1974 (100), 1975 (-)
- Remy Verschaetse (1) : 1930 (-)
- Roger Verschaeve (2) : 1974 (-), 1979 (-)
- Omer Verschoore (1) : 1914 (-)
- Pol Verschuere (4) : 1979 (71), 1980 (65), 1982 (81), 1986 (-)
- Adolf Verschueren (1) : 1948 (-)
- Denis Verschueren (1) : 1928 (-)
- Marcel Verschueren (2) : 1950 (15), 1951 (18)
- Patrick Verschueren (4) : 1987 (125), 1990 (129), 1991 (130), 1992 (-)
- Patrick Versluys (2) : 1982 (94), 1984 (-)
- Eddy Verstraeten (2) : 1972 (67), 1973 (-)
- Louis Verstraeten (1) : 1919 (-)
- Johan Verstrepen (2) : 1999 (-), 2001 (130)
- Emiel Verstrynge (1) : 2025 (65)
- Jules Vertriest (1) : 1923 (-)
- Félicien Vervaecke (7) : 1932 (-), 1934 (4), 1935 (3), 1936 (3), 1937 (-), 1938 (2), 1939 (-)
- Julien Vervaecke (5) : 1927 (3), 1928 (5), 1929 (8), 1931 (6), 1933 (-)
- Louis Vervaeke (1): 2024 (-)
- Achille Viaene (1) : 1931 (-)
- Edward Vissers (3) : 1937 (6), 1938 (4), 1939 (5)
- Lucien Vlaemynck (1) : 1939 (3)
- André Vlayen (2) : 1956 (-), 1958 (-)
- Loïc Vliegen (1) : 2021 (-)
- Jos Vloeberghs (1) : 1961 (-)
- Herman Vrancken (1) : 1966 (-)
- Camiel Vyncke (1) : 1964 (42)

### W
- Jelle Wallays (1) : 2021 (131)
- Luc Wallays (1) : 1985 (-)
- Marcel Walle (1) : 1936 (35)
- René Walschot (1) : 1938 (51)
- Jean-Marie Wampers (3) : 1983 (-), 1985 (117), 1989 (113)
- Jean Wauters (3) : 1932 (17), 1933 (-), 1934 (31)
- Marc Wauters (13) : 1992 (-), 1993 (107), 1994 (92), 1995 (-), 1996 (124), 1997 (-), 1999 (-), 2000 (43), 2001 (-), 2002 (91), 2003 (115), 2004 (112), 2005 (140)
- Dirk Wayenberg (5) : 1980 (67), 1981 (107), 1982 (117), 1984 (-), 1988 (151)
- Edouard Weckx (1) : 1968 (53)
- Johan Wellens (1) : 1981 (117)
- Leo Wellens (1) : 1981 (102)
- Paul Wellens (8) : 1976 (69), 1977 (30), 1978 (6), 1979 (8), 1980 (56), 1981 (14), 1982 (-), 1985 (32)
- Tim Wellens (6) : 2015 (129), 2017 (-), 2019 (94), 2022 (-), 2024 (80), 2025 (37)
- René Wendels (4) : 1922 (-), 1924 (27), 1925 (-), 1928 (-)
- Wilfried Wesemael (5) : 1974 (73), 1975 (-), 1977 (-), 1978 (47), 1979 (-)
- Robert Wierinckx (2) : 1936 (-), 1937 (-)
- Willem Wijnant (1) : 1988 (-)
- Jan Wijnants (6) : 1982 (-), 1983 (68), 1985 (52), 1986 (105), 1987 (121), 1988 (96)
- Ludwig Wijnants (5) : 1980 (68), 1982 (75), 1983 (48), 1985 (63), 1988 (96)
- Daniel Willems (3) : 1981 (-), 1982 (7), 1983 (-)
- Frederik Willems (5) : 2007 (73), 2008 (113), 2009 (86), 2011 (-), 2013 (163)
- Ludwig Willems (1) : 1991 (150)
- Joseph Wiringer (1) : 1910 (-)
- Alois Wouters (1) : 1985 (103)
- Jos Wouters (1) : 1963 (-)
- Peter Wuyts (1) : 1999 (112)
- Maarten Wynants (5) : 2010 (117), 2012 (-), 2013 (132), 2014 (117), 2016 (138)
- Theo Wynsdau (2) : 1920 (13e), 1925 (-)

### Z
- Romain Zingle (2) : 2011 (152), 2012 (90)

## Ranglijst aantal deelnames
N.B. Ten minste acht maal van start gegaan
| Naam | Aantal deelnames | Waarvan uitgereden                  |
| --- | ---------------- | ----------------------------------- |
| Lucien Van Impe Guy Nulens | 15               | 15 13                               |
| Marc Wauters Philippe Gilbert | 13               | 8 8                                 |
| Claude Criquielion Marc Sergeant | 12               | 11 8                                |
| Johan Museeuw Victor Van Schil Eric Vanderaerden | 11               | 9 10 4                              |
| Mario Aerts Jos Deschoenmaecker Hendrik Devos Jos Huysmans Firmin Lambot Oliver Naesen Ludo Peeters Willy Teirlinck Philippe Thys Herman Vanspringel | 10               | 10 10 9 8 9 10 9 6 8                |
| Tiesj Benoot Ferdinand Bracke Thomas De Gendt Albert Dejonghe Michel Dernies Rudy Dhaenens René Martens Axel Merckx Louis Mottiat Wilfried Peeters Jef Planckaert Jasper Stuyven Greg Van Avermaet Johan Vansummeren Rik Verbrugghe                                                                                        | 9                | 7 9 8 2 9 4 8 7 4 8 7 9 8 4         |
| Jean Adriaensens Camille Botte Lucien Buysse Etienne De Wilde Ludo Delcroix Armand Desmet Dries Devenyns Peter Farazijn Louis Heusghem Hector Heusghem Frank Hoste Raymond Impanis Jan Nevens Stan Ockers Michel Pollentier Léon Scieur Joseph Spruyt Hector Tiberghien Jean-Luc Vandenbroucke Michel Vermote Paul Wellens | 8                | 8 2 4 8 6 7 5 3 4 7 3 8 4 5 6 5 6 7 |

## Podiumplaatsen eindklassement
| Renner                | 1e                           | 2e         | 3e               |
| --------------------- | ---------------------------- | ---------- | ---------------- |
| Aloïs Catteau         |                              |            | 1904             |
| Odiel Defraeye        | 1912                         |            |                  |
| Philippe Thys         | 1913, 1914, 1920             |            |                  |
| Marcel Buysse         |                              |            | 1913             |
| Firmin Lambot         | 1919, 1922                   |            | 1920             |
| Hector Heusghem       |                              | 1920, 1921 |                  |
| Léon Scieur           | 1921                         |            |                  |
| Félix Sellier         |                              |            | 1922             |
| Lucien Buysse         | 1926                         | 1925       | 1924             |
| Maurice De Waele      | 1929                         | 1927       | 1928             |
| Julien Vervaecke      |                              |            | 1927             |
| Jef Demuysere         |                              | 1931       | 1929             |
| Romain Maes           | 1935                         |            |                  |
| Félicien Vervaecke    |                              | 1938       | 1935, 1936       |
| Sylvère Maes          | 1936, 1939                   |            |                  |
| Lucien Vlaemynck      |                              |            | 1939             |
| Briek Schotte         |                              | 1948       |                  |
| Stan Ockers           |                              | 1950, 1952 |                  |
| Jean Brankart         |                              | 1955       |                  |
| Jan Adriaensens       |                              |            | 1956, 1960       |
| Marcel Janssens       |                              | 1957       |                  |
| Jef Planckaert        |                              | 1962       |                  |
| Herman Vanspringel    |                              | 1968       |                  |
| Ferdinand Bracke      |                              |            | 1968             |
| Eddy Merckx           | 1969, 1970, 1971, 1972, 1974 | 1975       |                  |
| Lucien Van Impe       | 1976                         | 1981       | 1971, 1975, 1977 |
| Jurgen Van den Broeck |                              |            | 2010             |
| Remco Evenepoel       |                              |            | 2024             |

 winnaars gele trui · 
 puntenklassement · 
 bergklassement · 
 jongerenklassement · 
 tussensprintklassement · 
 combinatieklassement · 
 ploegenklassement · 
 strijdlust · 
rode lantaarn
records · meeste deelnames · ranglijst etappewinnaars · bekende beklimmingen · valpartijen · dopinggevallen · Grand Départ · Souvenir Henri Desgrange
1903 · 
1904 · 
1905 · 
1906 · 
1907 · 
1908 · 
1909 · 
1910 · 
1911 · 
1912 · 
1913 · 
1914 ·
1915 ·
1916 ·
1917 ·
1918 · 
1919 · 
1920 · 
1921 · 
1922 · 
1923 · 
1924 · 
1925 · 
1926 · 
1927 · 
1928 · 
1929 · 
1930 · 
1931 · 
1932 · 
1933 · 
1934 · 
1935 · 
1936 · 
1937 · 
1938 · 
1939 · 
1940 ·
1941 ·
1942 ·
1943 ·
1944 ·
1945 ·
1946 ·
1947 · 
1948 · 
1949 · 
1950 · 
1951 · 
1952 · 
1953 · 
1954 · 
1955 · 
1956 · 
1957 · 
1958 · 
1959 · 
1960 · 
1961 · 
1962 · 
1963 · 
1964 · 
1965 · 
1966 · 
1967 · 
1968 · 
1969 · 
1970 · 
1971 · 
1972 · 
1973 · 
1974 · 
1975 · 
1976 · 
1977 · 
1978 · 
1979 · 
1980 · 
1981 · 
1982 · 
1983 · 
1984 · 
1985 · 
1986 · 
1987 · 
1988 · 
1989 · 
1990 · 
1991 · 
1992 · 
1993 · 
1994 · 
1995 · 
1996 · 
1997 · 
1998 · 
1999 · 
2000 · 
2001 · 
2002 · 
2003 · 
2004 · 
2005 · 
2006 · 
2007 · 
2008 · 
2009 · 
2010 · 
2011 · 
2012 · 
2013 · 
2014 · 
2015 · 
2016 · 
2017 · 
2018 · 
2019 ·
2020 · 
2021 · 
2022 · 
2023 · 
2024 · 
2025